# José Correia de Lima

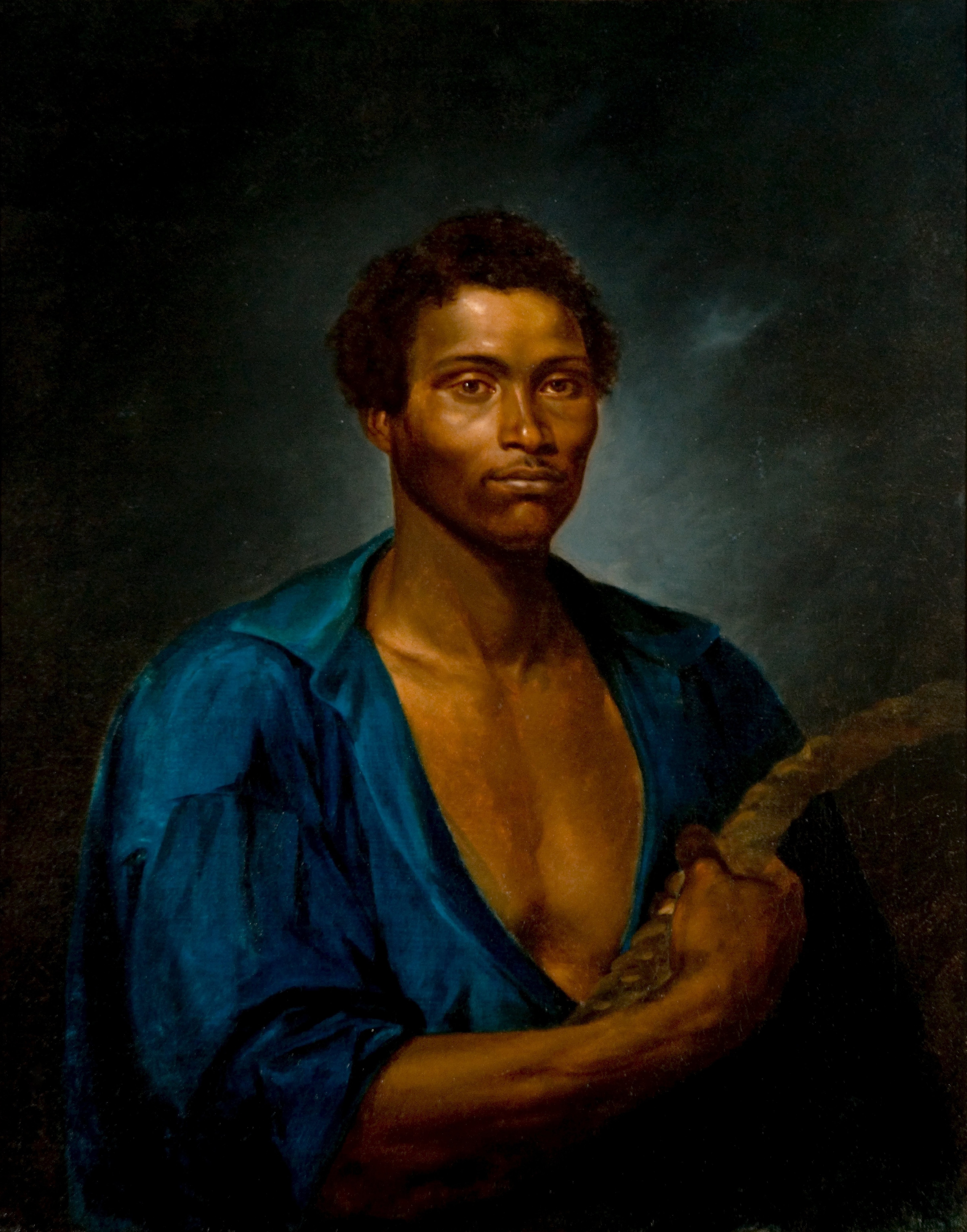
Retrato do marinheiro Simão, o Carvoeiro, 1853-57.

José Correia (Corrêa) de Lima (Rio de Janeiro, 22 de junho de 1814 — 1857) foi um pintor acadêmico brasileiro.
Matriculou-se na Academia Imperial de Belas Artes em 1826 ou 1827, sendo aluno de Debret em Pintura Histórica, e de Grandjean de Montigny em Arquitetura. Substituiu Debret em 1837, e em 1840 substituiu Manuel de Araújo Porto-Alegre.
Na Exposição Geral de Belas Artes de 1840 recebeu medalha de ouro e, na exposição seguinte, o hábito da Ordem de Cristo no grau de Cavaleiro, pela tela Magnanimidade de Vieira. Participou do certame também nos anos 1845, 1846, 1848 e 1850. Foi mestre de Victor Meirelles.
De suas obras, as mais conhecidas são o retrato da Imperatriz Teresa Cristina, hoje no Museu Imperial de Petrópolis, o Retrato do Marinheiro Simão, o Carvoeiro, e Francisco Manuel ditando o Hino Nacional às suas Enteadas, ambas no Museu Nacional de Belas Artes.
Uma fonte dá como seu local de nascimento Minas Gerais.